# Ignacio Achucarro
Ignacio Achucarro (Asunción, 31 luglio 1936 – 14 agosto 2021) è stato un calciatore paraguaiano, di ruolo difensore.

## Carriera
Prese parte a tutte e tre le partite disputate dalla Nazionale paraguayana ai Mondiali del 1958 e lì si fece notare dal Siviglia, che lo acquistò al termine della competizione. Giocò in totale 280 partite e segnò 11 reti fra tutte le competizioni per il club andaluso